# Fombio
Fombio je italská obec v provincii Lodi v oblasti Lombardie. Žije zde přibližně 2 300 obyvatel.

## Geografie

### Sousední obce
| Růžice kompasu |              | Codogno            |                         | Růžice kompasu |
| Růžice kompasu | Somaglia     | Sever              | San Fiorano             | Růžice kompasu |
| Růžice kompasu | Somaglia     | Fombio             | San Fiorano             | Růžice kompasu |
| Růžice kompasu | Somaglia     | Jih                | San Fiorano             | Růžice kompasu |
| Růžice kompasu | Guardamiglio | San Rocco al Porto | Santo Stefano Lodigiano | Růžice kompasu |

## Vývoj počtu obyvatel
Zdroj: 